# Windows Admin Center
Windows Admin Center (кодовое название Project Honolulu) — веб-программа, выпущенная Microsoft 2 апреля 2018 г как эволюция графического пользовательского интерфейса graphical user interface(GUI) Windows Server. Windows Admin Center официально запущенный в общедоступной предварительной версии под кодовым названием Project Honolulu на конференции Microsoft Ignite 2017 в Orlando, Florida, должен стать ориентированной на графический интерфейс заменой для управления серверами Windows, кластерами серверов Windows и ПК. Идея проекта заключалась в упрощении управления cерверами за счет размещения в одном месте инструментов, наиболее часто используемых системными администраторами. Предварительная версия проекта вышла 12 апреля 2018 года и получила название Windows Admin Center.

## Функции
Список функций, предлагаемых этим веб-инструментом администрирования представлен ниже, также ожидается, что он будет расширяться за счёт расширения возможностей плагинов и сторонних расширений:
- Overview
- Azure hybrid services
- Azure Backup
- Azure File Sync
- Azure Monitor
- Azure Security Center
- Certificates
- Devices
- Events
- Files
- Firewall
- Installed apps
- Local users & groups
- Network
- PowerShell
- Processes
- Registry
- Remote Desktop
- Roles & features
- Scheduled tasks
- Services
- Storage
- Storage replica
- Updates
- Virtual Machines
- Virtual Switches
- Settings[a]

Кроме того, Центр администрирования Windows также предлагает управление Hyper Converged кластером.
Есть несколько функций, таких как Storage Replica, которые на данный момент не имеют официального альтернативного графического интерфейса (GUI) и по-прежнему основаны на командной строке.
В настоящее время Windows Admin Center поддерживает только Microsoft Edge и Google Chrome.

## Совместимость
Windows Admin Center, предназначенный для управления Windows Server 2012 и более поздних версий, также может управлять Windows 10, хотя и с меньшим количеством инструментов. Для управления Windows Server 2012 или 2012 R2, необходимо установить Windows Management Framework (WMF) версии 5.1 или выше. Кроме того, для управления Windows Server 2008 R2 можно установить Windows Management Framework версии 5.1 или выше, с ограниченной функциональностью.

## Совместимость с клиентом и установка
Windows Admin Center можно установить в Windows 10, Windows Server 2016, или более поздних операционных системах. Для установки Windows Admin Center требуется Microsoft Installer Package (MSI) объемом около 80MB. Установщик запросит порт для обслуживания веб-сайта, а также возможность использовать SSL certificate.
После установки Windows Admin Center может быть доступен через Интернет, а серверы могут управляться после их добавления.

## Управление
Windows Admin Center был создан, потому что "ИТ-администраторы неоднократно говорили нам, что PowerShell необходим, но недостаточен, и что простота использования Windows Server по-прежнему в значительной степени зависит от инструментов с графическим интерфейсом для основных сценариев и новых возможностей. Windows Admin Center основан на Microsoft Management Console представленной в Windows 2000. Он предоставляет доступ к наиболее часто используемым утилитам управления (таким как средство просмотра событий, роли и функции, управление Hyper-V, брандмауэр Windows и редактор реестра) через более удобное веб-приложение.

## Дополнительные источники
- docs.microsoft.com/en-us/windows-server/manage/windows-admin-center/overview
- docs.microsoft.com/en-us/windows-server/manage/windows-admin-center/support/release-history